# Гурьев, Борис Петрович
Борис Петрович Гурьев (9 мая 1929, Харьков — 3 апреля 1991) — советский учёный в области селекции и семеноводства сельскохозяйственных культур, академик ВАСХНИЛ (1988).

## Биография
Окончил Харьковский СХИ (1953).
Старший научный сотрудник (1960—1969), заведующий лабораторией селекции кукурузы (1969—1991), директор (1973—1987) Украинского НИИ растениеводства, селекции и генетики им. В. Я. Юрьева. В 1987—1991 генеральный директор Научно-производственного объединения «Элита».
Доктор сельскохозяйственных наук (1974), академик ВАСХНИЛ (1988, член-корреспондент с 1986).

## Награды
Награждён 2 орденами Трудового Красного Знамени (1973, 1986) и 3 медалями СССР, золотой, серебряной и 2 бронзовыми медалями ВДНХ.

## Научные труды
Автор работ по селекции и семеноводству кукурузы, участвовал в выведении 7 сортов и гибридов.
Автор монографий:
- Вопросы и результаты селекции, физиолого-генетические исследования, семеноводство и семеноведение: сб. ст. — Киев: Урожай, 1985. — 103 с.
- Селекция кукурузы на раннеспелость / соавт. И. А. Гурьева. — М.: Агропромиздат, 1990. — 173 с.